# 이상우 (배우)
이상우(李尙禹, 1980년 2월 13일 ~ )는 대한민국의 배우이다.

## 학력
- 대원초등학교 졸업
- 대원중학교 졸업
- 대원고등학교 졸업
- 고려대학교 국어국문학과 학사 졸업
- 고려대학교 식품생명공학과 석사 졸업

## 출연 작품

### 드라마
| 연도      | 방송사 | 제목                                     | 역할            | 비고     |
| --------- | ------ | ---------------------------------------- | --------------- | -------- |
| 2005      | KBS2   | KBS 드라마시티 - 아무도 날 사랑하지 않아 | 조승주          | 1부작    |
| 2005      | KBS2   | 월화드라마 《열여덟 스물아홉》           | 강봉규          | 16부작   |
| 2005~2006 | KBS2   | 시트콤 《사랑도 리필이 되나요?》         | 이상우          | 140부작  |
| 2007      | MBC    | 주말 특별기획드라마 《9회말 2아웃》      | 이준모          | 16부작   |
| 2007~2008 | SBS    | 주말 특별기획드라마 《조강지처 클럽》    | 구세주          | 104부작  |
| 2009      | KBS1   | 일일연속극 《집으로 가는 길》            | 유현수          | 120부작  |
| 2009~2010 | SBS    | 아침연속극 《망설이지마》                | 한태우          | 98부작   |
| 2010      | SBS    | 주말 특별기획드라마 《인생은 아름다워》  | 김경수          | 63부작   |
| 2011      | KBS2   | 주말연속극 《사랑을 믿어요》             | 한승우          | 62부작   |
| 2011      | SBS    | 월화드라마 《천일의 약속》               | 장재민          | 20부작   |
| 2012      | MBC    | 주말 특별기획드라마 《신들의 만찬》      | 김도윤          | 32부작   |
| 2012      | MBC    | 《마의》                                 | 이성하          | 50부작   |
| 2012      | JTBC   | 주말 특별기획드라마 《무자식 상팔자》    | 하인철          | 40부작   |
| 2013      | SBS    | 주말 특별기획드라마 《결혼의 여신》      | 김현우          | 36부작   |
| 2013~2014 | SBS    | 월화드라마《따뜻한 말 한마디》           | 김성수          | 20부작   |
| 2014      | SBS    | 《시월의 어느 멋진 날에》                | 이종민          | 2부작    |
| 2014      | tvN    | 《식샤를 합시다》                        | 이혼 의뢰인     | 특별출연 |
| 2014      | SBS    | 주말극장 《기분 좋은 날》                | 서재우          | 44부작   |
| 2015      | SBS    | 월화드라마 《상류사회》                  | 장경준          | 16부작   |
| 2015~2016 | KBS2   | 주말연속극 《부탁해요, 엄마》            | 강훈재          | 54부작   |
| 2016      | MBC    | 주말연속극 《가화만사성》                | 서지건          | 51부작   |
| 2017      | MBC    | 월화드라마 《20세기 소년소녀》           | 안소니 / 이철민 | 32부작   |
| 2018      | KBS2   | 주말드라마 《같이 살래요》               | 정은태          | 50부작   |
| 2019      | tvN    | 수목드라마 《진심이 닿다》               | 김세원          | 16부작   |
| 2019      | KBS2   | 주말드라마 《세상에서 제일 예쁜 내 딸》  | 강미리의 맞선남 | 특별출연 |
| 2019      | MBC    | 주말 특별기획드라마 《황금정원》         | 차필승          | 60부작   |
| 2021      | SBS    | 금토드라마 《펜트하우스 2》              | 손형진기자      | 특별출연 |
| 2021~2022 | TV조선 | 토일드라마 《엉클》                      | 주경일          |          |
| 2022      | tvN    | 금토드라마 《별똥별》                    | 한승일          |          |
| 2022~2023 | TV조선 | 토일드라마 《빨간풍선》                  | 고차원          |          |

### 영화
| 연도 | 제목              | 역할         | 비고 |
| ---- | ----------------- | ------------ | ---- |
| 2006 | 청춘만화          | 문영훈       |      |
| 2006 | 내 청춘에게 고함  | 근우         |      |
| 2008 | 흑심모녀          | 준           |      |
| 2009 | 펜트하우스 코끼리 | 금융가, 진혁 |      |
|      | 더 호텔           | 미스터 윤    |      |

## 그 외 활동

### 예능 프로그램
- 2017년 MBC 《이불밖은 위험해》 파일럿 출연
- 2019년 MBC 《구해줘 홈즈》
- 2020년 tvN 《식스센스》
- 2021년 KBS2 《갓파더》
- 2023년 MBC 《라디오스타》
- 2023년 MBC 《안싸우면 다행이야》

### 뮤직비디오
- 김건모 - 잔소리
- 오현란 - 한 사람을 사랑하다
- 플라이 투 더 스카이 - My Angel, 오늘도 이쁜걸

### CF
- 2004년 아모레퍼시픽 미래파 에센스 마스크 (with 백윤식, 조인성)
- 2004년 롯데리아 오징어버거세트 (with 이영아, 송지효)
- 2005년 카스 큐팩
- 2005년 국순당 백세주 (with 옥고운)
- 2008년 LG생활건강 보닌
- 2012년 롯데칠성음료 레쓰비 카페타임
- 2016년 구월아시아드 더블루시티
- 2016년 올포유
- 2017년 올포유

## 수상 및 후보
| 연도 | 시상식                      | 부문                                  | 작품              | 결과 |
| ---- | --------------------------- | ------------------------------------- | ----------------- | ---- |
| 2008 | SBS 연기대상                | 뉴스타상                              | 조강지처 클럽     | 수상 |
| 2008 | SBS 연기대상                | 연속극부문 남자 조연상                | 조강지처 클럽     | 후보 |
| 2009 | 제45회 백상예술대상         | TV부문 남자 신인연기상                | 조강지처 클럽     | 후보 |
| 2009 | 앙드레김 베스트 스타 어워드 | 남자 스타상                           | 빈칸              | 수상 |
| 2009 | KBS 연기대상                | 일일극부문 남자 우수연기상            | 집으로 가는 길    | 후보 |
| 2011 | SBS 연기대상                | 특별기획부문 남자 우수연기상          | 천일의 약속       | 후보 |
| 2012 | MBC 연기대상                | 특별기획부문 남자 우수연기상          | 신들의 만찬       | 수상 |
| 2013 | SBS 연기대상                | 장편드라마부문 남자 우수연기상        | 결혼의 여신       | 후보 |
| 2014 | SBS 연기대상                | 장편드라마부문 남자 최우수연기상      | 기분 좋은 날      | 후보 |
| 2015 | 제4회 에이판 스타 어워즈    | 장편드라마부문 남자 우수연기상        | 부탁해요, 엄마    | 후보 |
| 2015 | KBS 연기대상                | 장편드라마부문 남자 우수연기상        | 부탁해요, 엄마    | 후보 |
| 2016 | MBC 연기대상                | 연속극부문 남자 최우수연기상          | 가화만사성        | 수상 |
| 2016 | MBC 연기대상                | 베스트 커플상 (with 김소연)           | 가화만사성        | 후보 |
| 2017 | MBC 연기대상                | 월화극부문 남자 우수연기상            | 20세기 소년소녀   | 후보 |
| 2018 | 제11회 코리아 드라마 어워즈 | 남자 최우수연기상                     | 같이 살래요       | 후보 |
| 2018 | 제6회 에이판 스타 어워즈    | 장편드라마부문 남자 최우수연기상      | 같이 살래요       | 수상 |
| 2018 | KBS 연기대상                | 장편드라마부문 남자 우수연기상        | 같이 살래요       | 수상 |
| 2018 | KBS 연기대상                | 베스트 커플상 (with 한지혜)           | 같이 살래요       | 후보 |
| 2018 | KBS 연기대상                | 남자 네티즌상                         | 같이 살래요       | 후보 |
| 2019 | MBC 연기대상                | 대상                                  | 황금정원          | 후보 |
| 2019 | MBC 연기대상                | 일일·주말드라마부문 남자 최우수연기상 | 황금정원          | 수상 |
| 2021 | 제7회 에이판 스타 어워즈    | 연속극부문 남자 최우수연기상          | 황금정원          | 후보 |
| 2024 | KBS 연예대상                | 리얼리티 부문 남자 신인상             | 신상출시 편스토랑 | 수상 |

## 가족 관계
- 배우자 : 김소연(1980년 11월 2일~)